# Jægerspris Underducks Floorball Club
Jægerspris Underducks Floorball Club er en dansk floorballklub stiftet i 1993 i Jægerspris. Klubbens største resultater tæller 4 guldmedaljer i dameligaen og har dermed været med i kampen om Europacuppen.